# Ana Seiça
Ana Seiça, född den 25 mars 2001, är en portugisisk fotbollsspelare.

## Karriär
Ana Seiça inledde sin seniorkarriär i Clube Condeixa år 2018. 2019 kontrakterades hon av Benfica för att 2024 värvas av Tigres UANL. Hon har även representerat det portugisiska damlandslaget där hon debuterade år 2023.